# Partido Socialista Brasileiro
De Partido Socialista Brasileiro, afgekort PSB (Nederlands: Braziliaanse Socialistische Partij), is een politieke partij in Brazilië. De partij werd in 1947 opgericht  en in 1965 ontbonden door het militaire regime. In 1985, met de terugkeer van de democratie in Brazilië, werd de partij opnieuw opgericht. In 2014 ging de partij in de oppositie, waar het zich inzette voor betere economische stabiliteit, lage inflatie, grotere economische groei, duurzame ontwikkeling en sociale programma's.
Op 13 augustus 2014 kwam de presidentskandidaat, Eduardo Campos, om het leven toen het vliegtuig waarin hij vloog voor zijn campagne neerstortte in Santos, in de staat São Paulo.

## Verkiezingsresultaten

### Parlementsverkiezingen
| Kamer                                                               | Kamer     | Kamer      | Kamer      | Kamer  | Kamer  | Senaat     | Senaat     | Senaat     | Senaat  | Senaat  | Senaat |
| Jaar                                                                | Stemmen   | Stemmen    | Stemmen    | Zetels | Zetels | Stemmen    | Stemmen    | Stemmen    | Zetels  | Zetels  | Zetels |
| Jaar                                                                | Aantal    | Percentage | Percentage | Aantal | +/-    | Aantal     | Percentage | Percentage | Gekozen | +/-     | Totaal |
| Jaar                                                                | Aantal    | %          | +/-        | Aantal | +/-    | Aantal     | %          | +/-        | Gekozen | +/-     | Totaal |
| ------------------------------------------------------------------- | --------- | ---------- | ---------- | ------ | ------ | ---------- | ---------- | ---------- | ------- | ------- | ------ |
| 2006                                                                | 5.732.464 | 6,20       | –          | 27     | –      | 2.143.355  | 2,50       | –          | 1       | –       | 3      |
| 2010                                                                | 6.581.053 | 7,10       | 0,90       | 34     | 7      | 6.1293463  | 3,60       | 1,10       | 3       | Stabiel | 3      |
| 2014                                                                | 6.267.878 | 6,40       | -0,70      | 34     | 0      | 12.123.194 | 13,60      | 10,00      | 3       | Stabiel | 3      |
| 2018                                                                | 5.386.400 | 5,50       | -0,90      | 32     | -2     | 8.234.195  | 4,80       | -8,80      | 2       | Gedaald | 2      |
| 2022                                                                | 4.172.383 | 3,81       | -1,69      | 14     | -18    | 13.615.846 | 13,67      | 9,13       | 1       | Gedaald | 1      |
| Bron: Wikipedia - Braziliaanse parlementsverkiezingen 2006 t/m 2022 |           |            |            |        |        |            |            |            |         |         |        |

### Presidentsverkiezingen
In 2022 won de PSB in samenwerking met de PT de positie van vicepresident tijdens de presidentsverkiezingen.

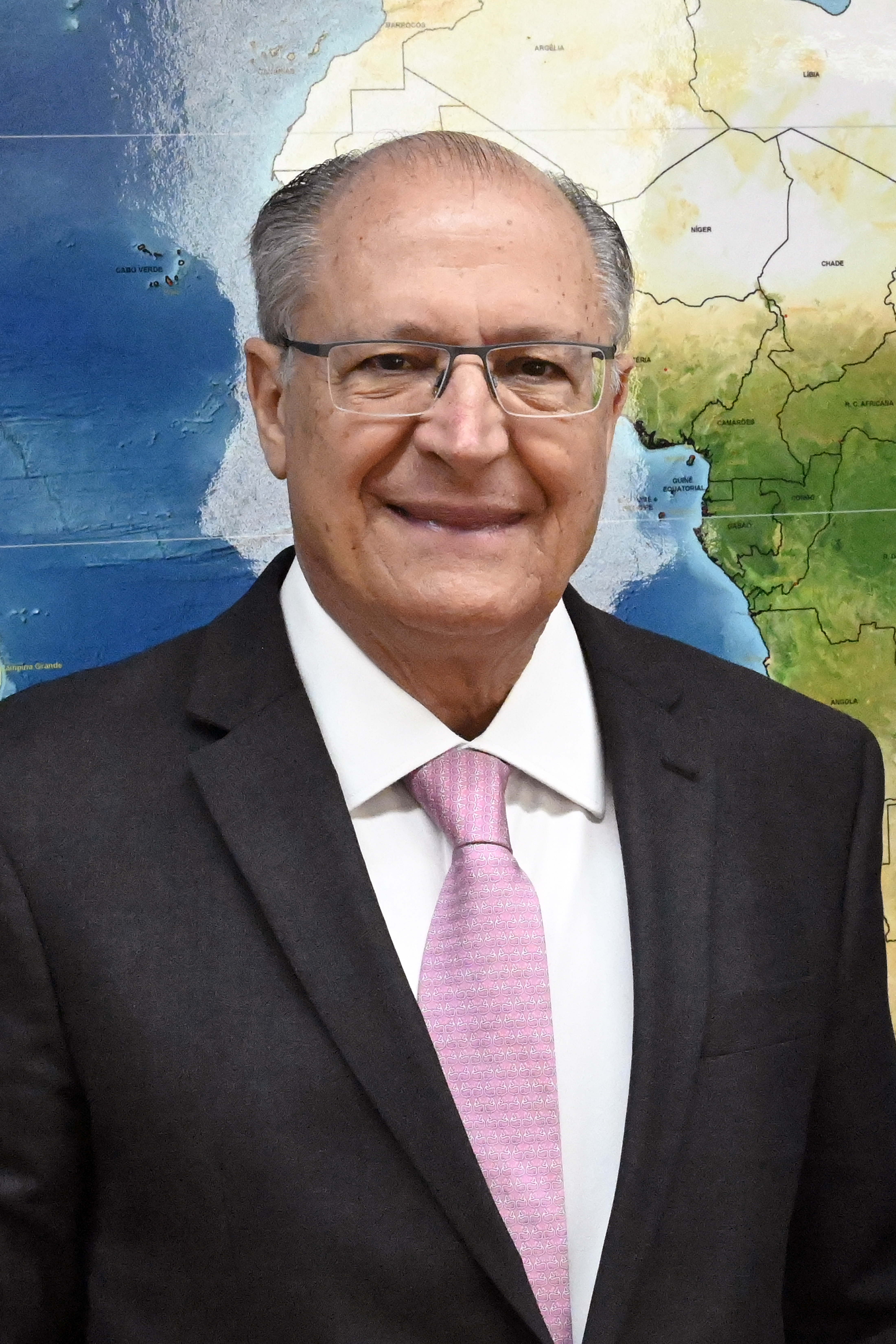
Geraldo Alckmin Vicepresident van Brazilië (2023-huidig)

### Statenverkiezingen
In 2022 werden deze gouverneurs gekozen tijdens de Statenverkiezingen voor de Socialistas.

Huidige gouverneurs
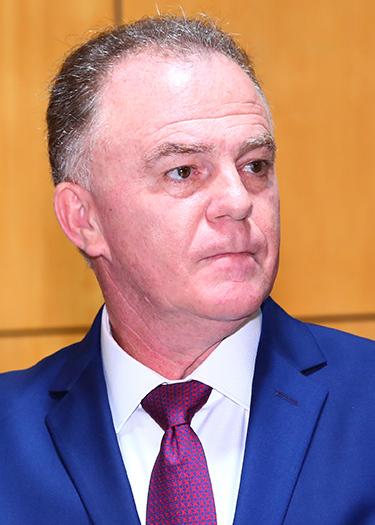
Renato Casagrande Gouverneur van Espírito Santo Herkozen
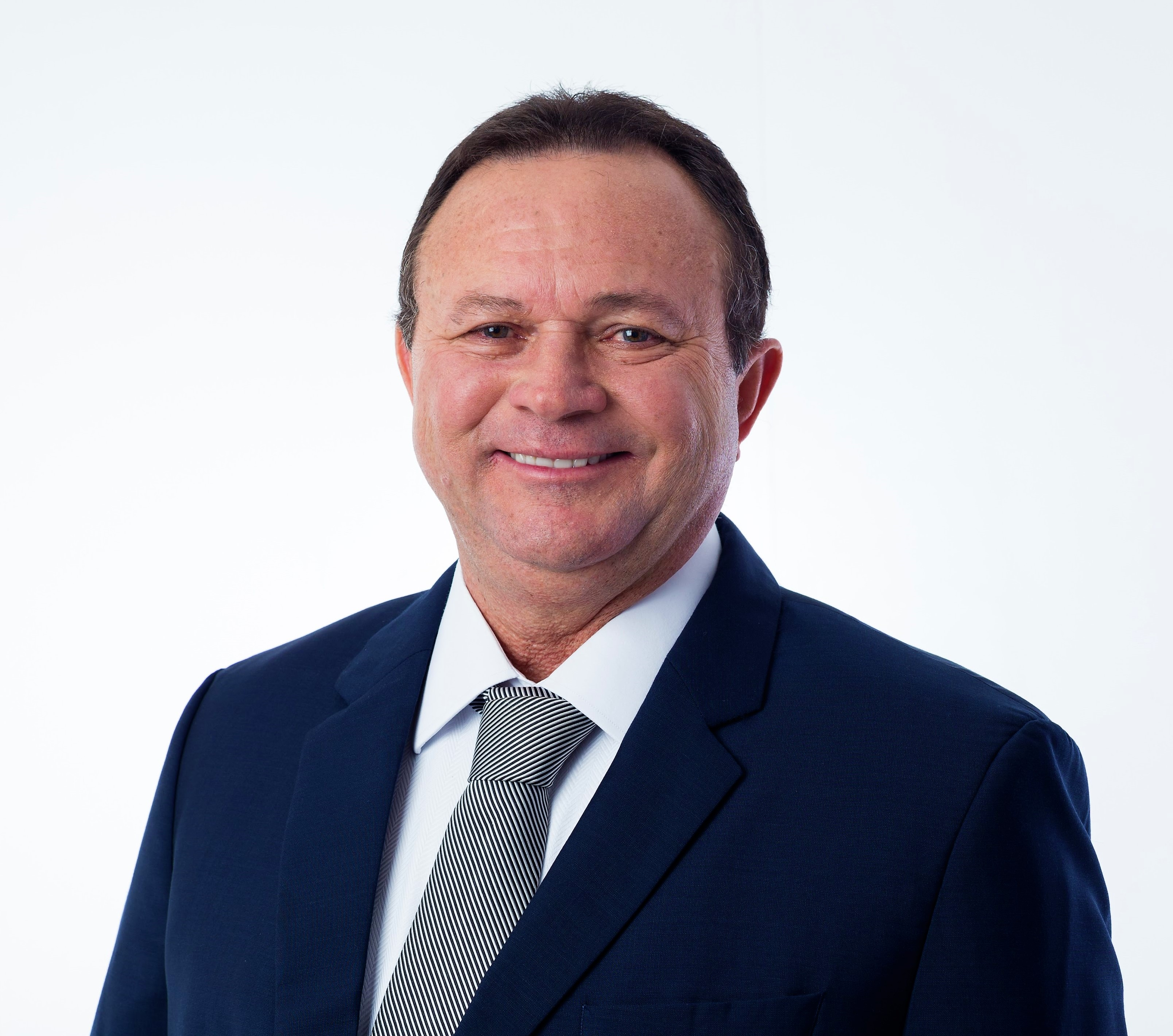
Carlos Brandão Gouverneur van Maranhão Herkozen
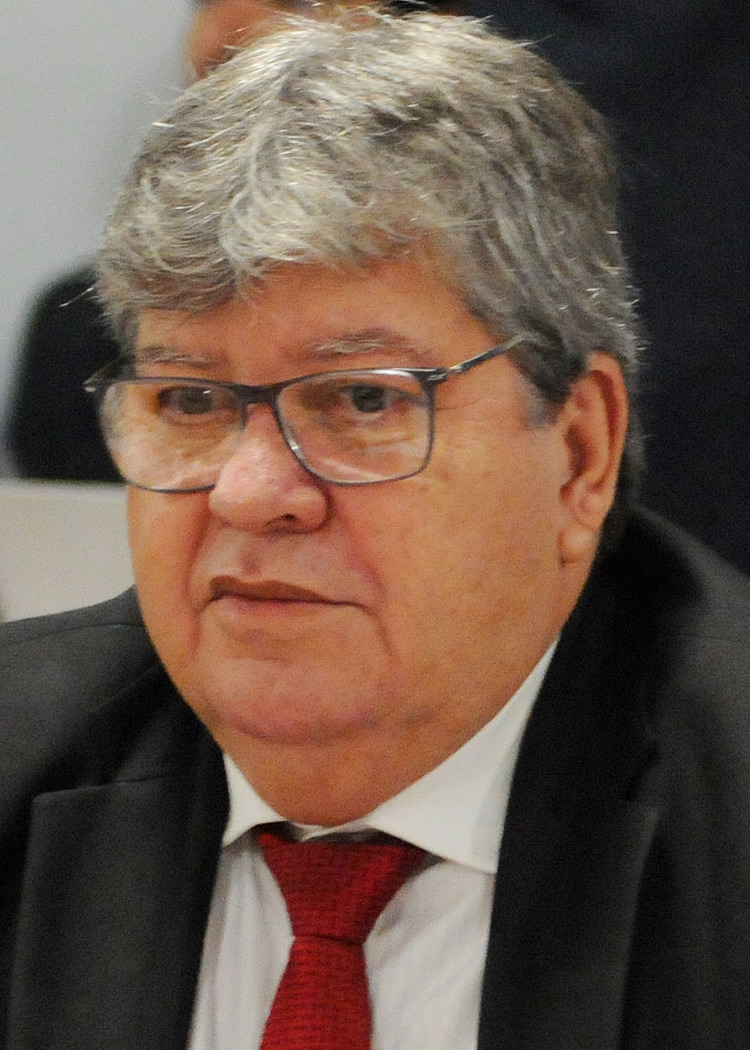
João Azevêdo Gouverneur van Paraíba Herkozen

### Gemeentelijke verkiezingen
Bij de gemeentelijke verkiezingen van 2020 werden 252 burgemeesters en 3029 gemeenteleden gekozen voor de PSB.

PSB-burgemeesters
João Henrique Caldas Burgemeester van Maceió (2021-heden)
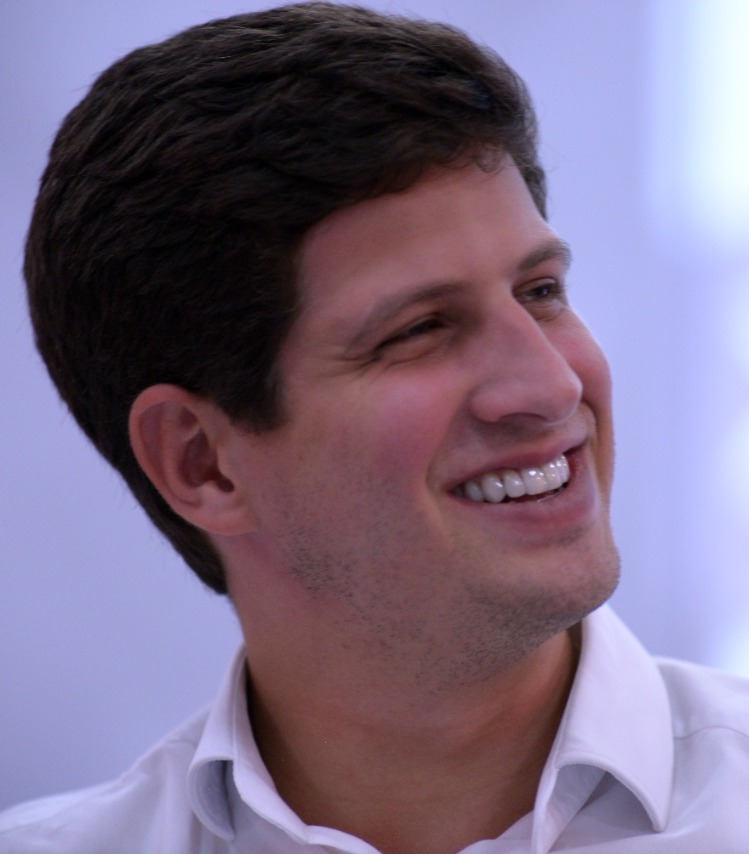
João Henrique Campos Burgemeester van Recife (2021-heden)

## Bekend lid
- Geraldo Alckmin, kandidaat vice-presidentschap van 2022, o.a. voormalig-gouverneur van São Paulo en voormalig-burgemeester van Pindamonhangaba.